# 致命公司
《致命公司》是由Zeekerss開發的合作生存恐怖游戏。該作在2023年10月24日透過Steam平台的搶先體驗模式在Microsoft Windows作業系統上發行，並於同年11月30日在Steam平台的使用者評論中獲得98%好評率。遊戲的實際發售日期仍然未定。
玩家在《致命公司》中需與其他玩家一起乘坐飛船，前往荒廢的系外衛星共同收集一系列值錢廢料的同時避開星球上的陷阱、環境災害和怪物。作為「公司」（The Company）的員工，玩家們必須交付一定數量的廢料，以在限期內滿足日益增加的利潤配額，直至他們未能達成目標或重新開始遊戲為止。

## 遊戲玩法

一名玩家在森林中拿著對講機與其他玩家對話

《致命公司》是一款第一人称视角合作生存恐怖游戏，最多可供四名玩家一起遊玩。玩家將在复古未来主义的背景下扮演「公司」的員工，工作內容大致為航向荒廢的系外衛星收集盡可能多的廢料。每個星球都有一個建築物，內有隨機生成的房間、走道、具回收價值的廢品、陷阱與怪物。如果沒有對講機或訊號轉換器（Signal Translator），玩家就只能近距離進行語音交流或打字聊天。三種情況下，飛船會自行駛離星球，其一為遊戲時間到達午夜00:00時；第二種是所有玩家死亡，最後則為所有已死亡的玩家投票通過執行飛船提前駛離程序。假如飛船駛離時沒有任何生還玩家身處於飛船內，所有儲存於飛船內的廢料將會消失。《致命公司》為四天一循環，玩家可在此四天內自由安排收集廢料的時間，或前往公司總部大樓的所在衛星——「71–戈爾迪翁」（71-Gordion）繳交所得廢品，換取相應的資金，以完成「公司」的目標金額。公司的廢品收購價只會於第四天才會達至100%，其餘天數則分別為30%、53%和77%。達到利潤配額後，玩家可開始擁有更高定額的四天循環，玩家必須於第四天結算時完成「公司」的目標金額，假如玩家未能達成「公司」的目標金額則會啟動導致遊戲結束的「開除程序」，使玩家被放逐出外太空自生自滅。
玩家一次只能攜帶四件物品，所有廢品和可攜設備各需佔用一格物品欄，並且某些廢料要求雙手搬運。儘管須雙手搬動的廢品通常最有價值，但除非放下，否則不能執行諸如爬梯或撿起更多物品等操作。玩家可以使用飛船上的電腦終端指定前往想去的衛星、查看其他玩家的位置、打開鎖上的液壓安全門或暫時關閉某個地點的炮塔和地雷。另外玩家能利用出售廢品而得來的資金購買求生裝備（如手電筒或開鎖工具）、武器（鐵鏟、電擊槍與閃光彈）或其他例如馬桶、淋浴間等有趣的家具。除了「71–戈爾迪翁」外，遊戲有十一個可供遊玩的系外衛星，各自有不同的環境、遺址與設施。衛星的危險等級越高，廢品的數量和價值、生成的怪物種類和數量便會越多。玩家若想獲取更高價值的廢品，就必須花上昂貴的費用前往最危險的衝星。玩家在星球上時有機率遭遇糟糕的天氣：阻礙玩家視線的濃霧天、造成流沙或時令湖，玩家身陷其中便會窒息而亡的豪雨天，而最危險的要數令夜晚才生成的怪物能在白天出現的日蝕天以及會隨機產生行雷閃電的雷暴天。
在探索衛星的過程中，玩家會可能遇到19種不同的生物，牠們多數可見於建築物內，但部分亦會在室外生成。大多數敵對生物會主動攻擊玩家，但如囤積蟲（Hoarding Bug）和孢子蜥蝪（Spore Lizard）等怪物除非被玩家的行為激怒，否則會一直保持被動狀態。《致命公司》的主動型敵對生物包括「打撃者」（Thumper），一種能高速移動但不擅長轉彎的兩足爬行怪物；會跟蹤並從背後一擊必殺玩家角色，但被發現就會逃走的「黑影」（Bracken）。其中兩種最危險且無法殺死的常見怪物為「八音盒」（Jester）及「線圈頭」（Coil-Head），前者是一長有手腳的巨型嚇人箱，會一直在設施內徘徊，發現玩家後會開始手轉動位於其身上的曲柄並播放音樂，當音樂結束後會便會以極快的速度追趕並瞬殺玩家角色。後者為頭部由彈簧連接著的人體模型，只要盯著它就會停止移動，但一移開視線後便會以極快的速度追趕玩家並以彈簧替換玩家的頭以殺害玩家。

## 開發
《致命公司》於2023年10月24日在Microsoft Windows作業系統上發佈抢先体验，開發商Zeekerss在此之前曾於遊戲創作平台《機器磚塊》上開發過數部作品。他們稱計劃在半年內做好完整版，並表示希望加入更多內容更新，從以喚起人們闖進「外星動物園」並釋放其中所有動物的感覺。

## 反應
抢先体验的《致命公司》在Steam上收獲「壓倒性好評」，並在發行不久的11月登上該平台的全球百大暢銷遊戲榜（依收益排序）的榜首，當月同時上線玩家人數一度高達10萬人。該作的爆紅被認為歸功於社交媒體的推波助瀾，以及受另一款類似的恐怖遊戲《恐鬼症》帶動。
VG247的凱爾西·雷諾（Kelsey Raynor）指出《致命公司》儘管有著糟糕的卡通渲染圖像畫面，但粉絲們對該作的神迷顛倒，只說明可怖的美術風格僅是其另一部分魅力。IGN的加布里埃爾·摩斯（Gabriel Moss）則形容《致命公司》令玩家們驚喜萬分，遊戲的合作搜集物品機制也補足其系統缺失和有限的內容。

### 獲得獎項與提名
| 年份 | 獎項       | 類別               | 結果 | 來源          |
| ---- | ---------- | ------------------ | ---- | ------------- |
| 2023 | Steam大奖  | 年度遊戲           | 提名 | [ 27 ] [ 28 ] |
| 2023 | Steam大奖  | 獨樂樂不如眾樂樂獎 | 獲獎 | [ 27 ] [ 28 ] |
| 2024 | 實況主大獎 | 年度最佳實況遊戲   | 獲獎 | [ 29 ]        |

## 外部連結
- Steam上的《致命公司》官方網站
- .   [2024-03-04]. （原始内容存档于2024-01-31）.